# Dej ska jag älska all min tid (sång)
Dej ska jag älska all min tid är en dansbandslåt skriven av Mona Gustafsson, då sångerska i Leif Bloms. Bandet tävlade med låten i Hänts meloditävling den 4 oktober 1992, där den vann hela tävlingen. Bandet spelade även in låten, och släppte den även på singel samma år, samt förlade den även till albumet Dej ska jag älska all min tid 1993.
Sången blev historisk i och med att det blev första och enda gången som vinnarbidraget sjöngs och skrevs av samma person
Den testades även på Svensktoppen den 28 november 1992, men missade listan. Däremot tog den sig in på flera andra listor.
2007 tolkade Leif Hagbergs låten på albumet Låtar vi minns, 6. Sången har också spelats in på danska av Kim & Halo, vilket de gjorde 1993 under titeln Dig vil jeg elske al min tid'.
Sångtexten handlar om en tjej-kvinna som beskriver sin kärlek till den hon älskar, som ett ljus i en mörk vinternatt.

## Singelns låtlista
1. Dej ska jag älska all min tid
2. Öppna ditt fönster
3. Ensam med dig